# نرچا
نرچا (روسی: Нерча) یک رودخانه در سرزمین زابایکالسکی کشور روسیه است.